# Eunoumeana attracta
Eunoumeana attracta là một loài bướm đêm trong họ Geometridae.